# Елеонора дели Албици
Елеонора дели Албици (на италиански: Eleonora degli Albizi, o Albizzi; * 1543, Флоренция, Флорентинско херцогство; † 19 март 1634, пак там, Велико херцогство Тоскана), е италианска аристократка и метреса на Козимо I де Медичи, велик херцог на Тоскана.

## Произход
Дъщеря е на Луиджи дели Албици (* 1515, † 1582) и Нанина Содерини († 1606), и двамата принадлежащи към видни флорентински семейства. Има един брат и една сестра:
- Пиеро (* 1566, † 1609), патриций на Флоренция, съпруг на Изабела Строци
- Костанца, съпруга на Антонио Ридолфи

## Биография
Забелязана е от Великия херцог Козимо I де Медичи, който е вдовец от 1562 г. и е с 24 години по-възрастен от нея. С позволението на баща ѝ двамата започват връзка през 1565 г. Тя му ражда дъщеря през 1566 г., която умира още като бебе (името ѝ не е известно). През 1567 г. му ражда дон Джовани де Медичи.
Започват да циркулират слухове, че Козимо иска да легитимира съюза си с Елеонора. Неговият дългогодишен шамбелан Сфорца Алмени от Перуджа споделя желанията на херцога с Франческо I, законният наследник, който става все по-доминираща сила в управлението. Франческо, вероятно притеснен от навлизането на потенциални наследници и мащеха, се скарва с баща си за тези планове. Твърди се, че след това, обзет от гняв, тъй като тайните му желания са били разкрити, на 22 май 1566 г. Великият херцог лично намушква своя шамбелан.
Елеонора е елиминирана от сцената, като през 1567 г. я омъжват насила за благородника Карло Панчатики, който така е помилван от висяща смъртна присъда. Двойката получава 10 000 скуди като благословия. Великият херцог по-късно си взема друга метреса, горе-долу на същата възраст като Елеонора, на име Камила Мартели, за която впоследствие се жени.
По-късно Елеонора е отхвърлена от съпруга си за изневяра през 1578 г. и е принудена да влезе в манастира „Фулиньо“ във Флоренция, където живее 56 години. Там тя продължава да бъде тормозена от съпруга и сина им Бартоломео за пари. В тази ситуация бива подкрепяна от сина си Карло.
Умира през 1634 г. на 91-годишна възраст.

## Брак и потомство
∞ 1567 за Карло Панчатики, от когото има три деца:
- Бартоломео Панчатики (* 1577), ∞ за Мария Джанфиляци
- две деца

От Козимо I де Медичи (* 11 или 12 юни 1519, Флоренция, Флорентинско херцогство; † 21 април 1574, Велико херцогство Тоскана), последен херцог на Флоренция (1537 – 1569) и първи велик херцог на Тоскана (1537 – 1574), има дъщеря и син:
- Дъщеря (*/† 1566)
- Джовани де Медичи (* 13 май 1567, Флоренция, Флорентинско херцогство; † 19 юли 1621, Мурано, Венецианска република), военен, архитект, меценат, писател, полиглот, известен астролог и алхимик, театрален деятел, дон, нетитулован испански гранд, събира богата библиотека на различни европейски езици, както и произведения на изкуството; ∞ 1619 за Ливия Вернаца (* 26 януари 1590, Генуа; † 6 август 1555, Флоренция), жена със скромен произход и със съмнителна репутация, от която има син и дъщеря.

- херцог Козимо I де Медичи, партньор
- дон Джовани де Медичи, син